# Presa La Parota
El proyecto hidroeléctrico La Parota está ubicado en el estado mexicano de Guerrero sobre el cauce del río Papagayo, a 30 kilómetros de Acapulco y representará inversiones por poco más de 1 000 millones de dólares, generando 10 000 empleos directos e indirectos durante su construcción, según la Comisión Federal de Electricidad (CFE).
Según informe de la CFE (2005) con La Parota se garantizará la disponibilidad de agua potable para Acapulco durante los próximos 50 años, el embalse de la presa propiciará proyectos productivos y de beneficio social para las comunidades, permitiéndoles mejorar su calidad de vida.
La cortina sería de 162 metros de altura, se instalarían tres grupos de turbogeneradores y se producirían más de mil millones de kilovatios-hora anuales, que equivalen al consumo total anual del estado de Guerrero.
En asamblea realizada en la comunidad de San Marcos, con una mayoría de 2,785 votos a favor y 50 en contra, comuneros del Núcleo Agrario de Cacahuatepec aprobaron el desarrollo del proyecto hidroeléctrico La Parota.
La asamblea se realizó (2005) por convocatoria del Comisariado de Bienes Ejidales de Cacahuatepec y con fundamento en la Ley Agraria y su Reglamento en materia de ordenamiento de la Propiedad Rural. Su legalidad estuvo avalada por los licenciados Arturo Nozari Morlet y Robespierre Robles Hurtado, Notarios Públicos n.º 4 y n.º 19, respectivamente, del Distrito de Tabares, Guerrero, en tanto que el cumplimiento de los mandatos de la Ley Agraria fue verificado por Fernando Jaimes Ferrel, delegado estatal de la Procuraduría Agraria, quien estuvo acompañado por 10 visitadores.
La asamblea se suma a las 15 efectuadas anteriormente que ya han dado su aprobación al desarrollo del proyecto, en las siguientes comunidades: Tepehuaje, Michapa, El Zapote, Tierra Colorada, Omitlán, Solapa, Agua Zarca de la Peña, El Camarón, Agua de Perro, Chautipa, Sabanillas, Dos Caminos, El Reparo, Chacalapa, Las Mesas y Cacahuatepec.
La representatividad de estas asambleas queda en entredicho por una gran parte de la población. El gobernador perredista de Guerrero, Zeferino Torreblanca se ha alzado como un entusiasta de la presa, participando en marchas, pero rechazando el diálogo con los comuneros que piden que se respeten sus derechos constitucionales a la tierra.[cita requerida]

## Impacto social
Para dotar al centro del país con la energía eléctrica derivada de esta presa, el proyecto de la CFE implicaría la inundación de 17 mil hectáreas de selva, de 36 comunidades integradas en 16 núcleos agrarios y el desplazamiento directo de 25 mil personas e indirecto de 75 mil.
El proyecto hidroeléctrico se ha tratado de imponer pese a tres resoluciones del Poder Judicial Federal que prohíben hacer obras en los territorios comunales y ejidales, el gobierno de Zeferino Torreblanca y la CFE no cejan en la construcción de la presa. Los campesinos se dicen "dispuestos a morir" antes que ser echados.
Cleofas gallegos, ejidatario de Dos Arroyos, comenta que ellos viven de sus tierras, las trabajan y comen de ellas, allí nacieron ellos, sus padres, sus abuelos. Con el regateo de las tierras, la CFE ha dividido a la gente de la población, ya no se puede convivir como antes, hay un ambiente de tensión.
Mario Patrón, coordinador de defensa integral, del centro de Derechos Humanos de la Montaña Tlachinollán, comenta que la CFE está imponiendo el proyecto apoyado por el gobierno del presidente Felipe Calderón y el gobierno local, una de las estrategias de imposición fue la construcción de dos rutas carreteras que serán indispensables para trasladar los materiales y los trabajadores al sitio de construcción, y que se han levantado como obras de supuesto desarrollo social. Otra de las estrageias ha sido regalar chivos y ganado, o pequeñas sumas de dinero, a cambio de la firma del ejidatario y la compra de conciencias. Los comuneros están organizados y dispuestos a defender sus tierras, mientras que la CFE ha interpuesto un amparo para continuar con las obras (2008). 
Actualmente (2008) los comuneros han cerrado las carreteras y están en constante vigilancia como desde hace 4 años, han recibido amenazas y en el 2005 en un altercado el I Encuentro del Movimiento Mexicano de Afectados por las Presas y en Defensa de los Ríos (Mapder), donde cerca de 4 mil comuneros de 32 pueblos que integran los Bienes Comunales de Cacahuatepec, sin machetes como lo habían prometido, esperaban la llegada del gobernador perredista Zeferino Torreblanca, el cual nunca se presentó, Tomás Cruz Zamora fue asesinado de un disparo en la sien por Cirilo Cruz. "Ésta es la división que ha traído la CFE con su proyecto entre las familias comuneras", dijo la viuda Eugenia Galeana quien iba a lado de su esposo al momento del disparo.
Ese mismo día el dirigente de la Organización Campesina de la Sierra del Sur (OCSS), Miguel Ángel Mesino, también fue asesinato en pleno centro del poblado Atoyac por un grupo de hombres armados con rifles Ak-47 y pistolas calibre .9 milímetros. Por el momento se encuentra en suspensión indefinida. El grupo Fuerzas Armadas Revolucionarias del Pueblo mostró apoyo al movimiento civil y a las ONG´s que estuvieron en contra de la construcción de la represa